# 巴塞隆拿法國車站
巴塞隆拿法國車站是西班牙加泰隆尼亞巴塞隆拿的一個主要鐵路車站。巴塞隆拿法國車站是繼巴塞隆拿聖徒車站之後按長途乘客量第二繁忙的鐵路車站。車站位於城市東部，介乎船塢和動物園之間。最近的地鐵站為巴塞隆拿地鐵4號線巴塞隆尼塔站，步行五分鐘可抵達。

## 歷史

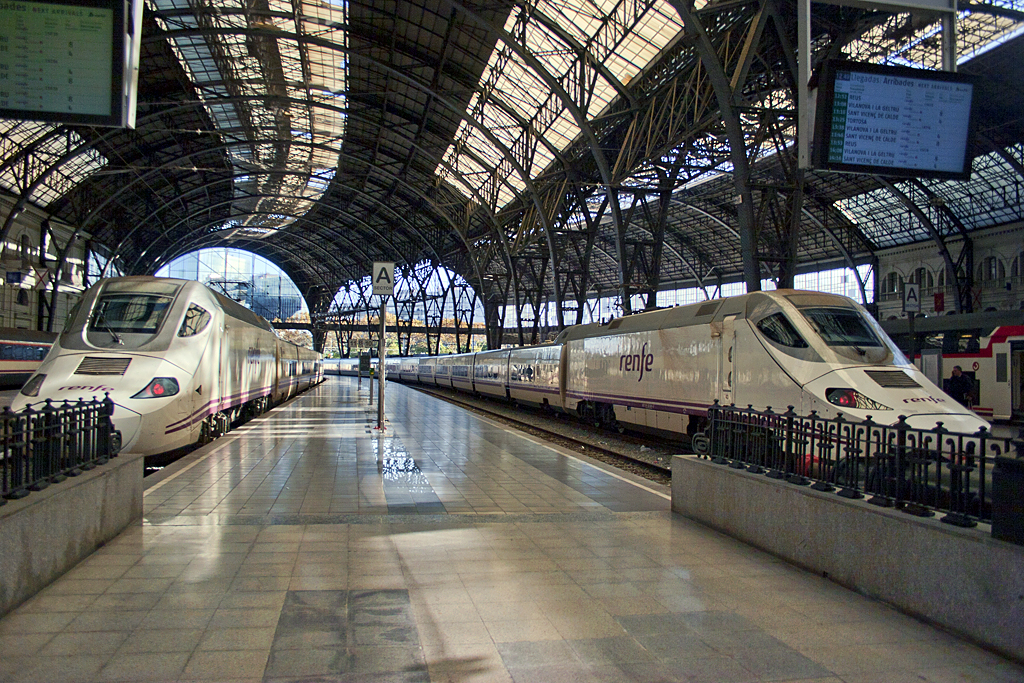
車站部分月台

19世紀時，此處首先興建了一個鐵路車站，正如其名，是作為巴塞隆拿開往法國列車的到發車站，同時也開行往加泰隆尼亞東北和布拉瓦海岸的列車。
1929年國際展覽重建了車站，現時車站的兩個紀念碑式建築物由當時建築師Pedro Muguruza設計，由阿方索十三世啟用。設計師以U字型包圍鐵軌。車站結構高29米，長195米。車站一度在1988至1992年間關閉翻新，以服務1992年奧運。

## 运营状况
因本站为尽头站，巴塞罗那地区大部分的长途列车已由巴塞隆拿聖徒車站承担。但2013年前本站有始发往法国、意大利、瑞士方向的火车旅馆，比如开往米兰中央车站的萨尔瓦多·达利号、苏黎世火车总站的“帕乌·卡萨尔斯号”、以及往巴黎奥斯特利茨站的“胡安·米羅号”。
本站目前是加泰罗尼亚通勤铁路R2线南交路的终点站。除此之外，还有部分中程列车于本站到发，这些列车大部分还同时被编为加泰罗尼亚通勤铁路的区域列车。具体如下：
| 线路 中程列车 | 种类          | 起迄站                                      |  | 起迄站 | 加泰罗尼亚通勤铁路系统名称 |
| ------------- | ------------- | ------------------------------------------- |  | ------ | -------------------------- |
|               | 区域特快      | 馬德里查馬丁                                |  | 起迄站 | 无                         |
|               | 区域          | 冒险港                                      |  | 起迄站 | R17线                      |
| 32            | 区域 区域特快 | 托尔托萨                                    |  | 起迄站 | R16线                      |
| 34            | 区域特快      | 薩拉戈薩-德利西亞斯 卡斯佩                  |  | 起迄站 | 无                         |
| 35            | 区域 区域特快 | 萊里達比利牛斯 塔拉戈纳                     |  | 起迄站 | R14线                      |
| 35            | 区域 区域特快 | 萊里達比利牛斯                              |  | 起迄站 | R13线                      |
| 36            | 区域 区域特快 | 雷烏斯 弗利斯 莫拉拉诺瓦 埃布罗河畔里瓦罗哈 |  | 起迄站 | R15线                      |
| 50            | 区域特快      | 瓦倫西亞北                                  |  | 起迄站 | 无                         |

## 事件
2017年7月28日，一列列車在此站撞向金屬圍欄。

## 外部連結
- Estació de França at Catalunya Turisme
- Estació de França at Todotrenes.com
- Extensive photo gallery at Trenscat.com （页面存档备份，存于）